# Любимовка (Казахстан)
Люби́мовка (каз. Любимов) — село у складі Тайиншинського району Північноказахстанської області Казахстану. Входить до складу Літовочного сільського округу, раніше входило до складу ліквідованої Івановської сільської ради.
Населення — 169 осіб (2021; 291 у 2009, 341 у 1999, 485 у 1989).
Національний склад станом на 1989 рік:
- німці — 66 %.